# Hieronim Morsztyn
Hieronim Morsztyn (1581-1623) fue un poeta polaco de la época barroca, vinculado a las ideas sarmatistas. Procedía de una familia de la Hermandad Polaca, aunque quedó huérfano a temprana edad, y fue criado por su tío Samuel Łaski, secretario real. Estudió con los jesuitas en Braniewo. Su vida se desarrolló principalmente en las cortes de los magnates de Lublin y Vilna. Su obra más conocida es Światowa Rozkosz (Placer o bendición del mundo, 1606), en la que alaba y encomia la belleza de lo creado, en contraposición al pecado.